# Allotrichoma salubre
Allotrichoma salubre är en tvåvingeart som först beskrevs av Cresson 1930.  Allotrichoma salubre ingår i släktet Allotrichoma och familjen vattenflugor. Inga underarter finns listade i Catalogue of Life.